# 盈川县 (武周)
盈川县，中国古县名。
武周如意元年（692年）析龙丘县置，治所在今浙江省衢州市东盈川。因水得名。属衢州。唐朝元和七年（812年），废入信安、龙丘二县。